# Encore (Sam Cooke)
Encore är det andra studioalbumet med sångaren Sam Cooke. Albumet utgavs på skivbolaget Keen november 1958. Som orkester har Sam Cooke "Bumps Blackwell Orchestra".

## Låtlista

### Sida 1
1. "Oh! Look at Me Now" (Joe Bushkin / John DeVries) – 2:51
2. "Someday" (Johnny Hodges) – 2:14
3. "Along the Navajo Trail" (Dick Charles / Eddie DeLange / Larry Marks) – 3:05
4. "Running Wild" (A. Harrington Gibbs / Joe Grey / Leo Wood) – 1:25
5. "Ac-Cent-Tchu-Ate the Positive" (Harold Arlen / Johnny Mercer) – 3:24
6. "Mary, Mary Lou" (Cayet Mangiaracina) – 2:44

### Sida 2
1. "When I Fall in Love" (Edward Heyman / Victor Young) – 2:41
2. "I Cover the Waterfront" (John W. Green / Edward Heyman) – 2:11
3. "My Foolish Heart" (Ned Washington / Victor Young) – 2:20
4. "Today I Sing the Blues" (Curtis Lewis / Cliff White) – 3:20
5. "The Gypsy" (B. Reid) – 2:30
6. "It's the Talk of the Town" (J. Livingston / Al J. Neiburg / Marty Symes) – 3:08